# Östergötlands runinskrifter 222
Runinskrift Ög 222 är en runsten som tidigare varit placerad vid Törnevalla kyrka i Törnevalla socken och Linköpings kommun i Östergötland. 

## Stenen
Stenen var länge helt försvunnen, men känd från en avbildning utförd av J H Wallman år 1558, då den stod i ringmurens södra port. Året 1961 upptäcktes ett fragment av stenen infogat i västra kyrkogårdsmurens östra sida. Materialet är rödaktig granit och fragmentet har måtten 50 x 50 cm. Runhöjden är cirka 14 cm. Den från runor translittererad texten lyder enligt nedan:

## Inskriften
Translitterering av runraden:
[...in : sati : sti]n : þana : e[ftiʀ : farþakn ...]
Normalisering till runsvenska:
[Sv]æinn/[St]æinn satti stæin þenna æftiʀ Farþegn ...
Översättning till nusvenska:
(Sv)en satte denna sten efter Fartegn ...
De avsnitt som inte står inom hakparentes motsvarar runorna på det bevarade fragmentet, medan avsnitt med hakparenteser är sådana som saknas idag, men är kända från Wallmans avbildning.

## Bilder

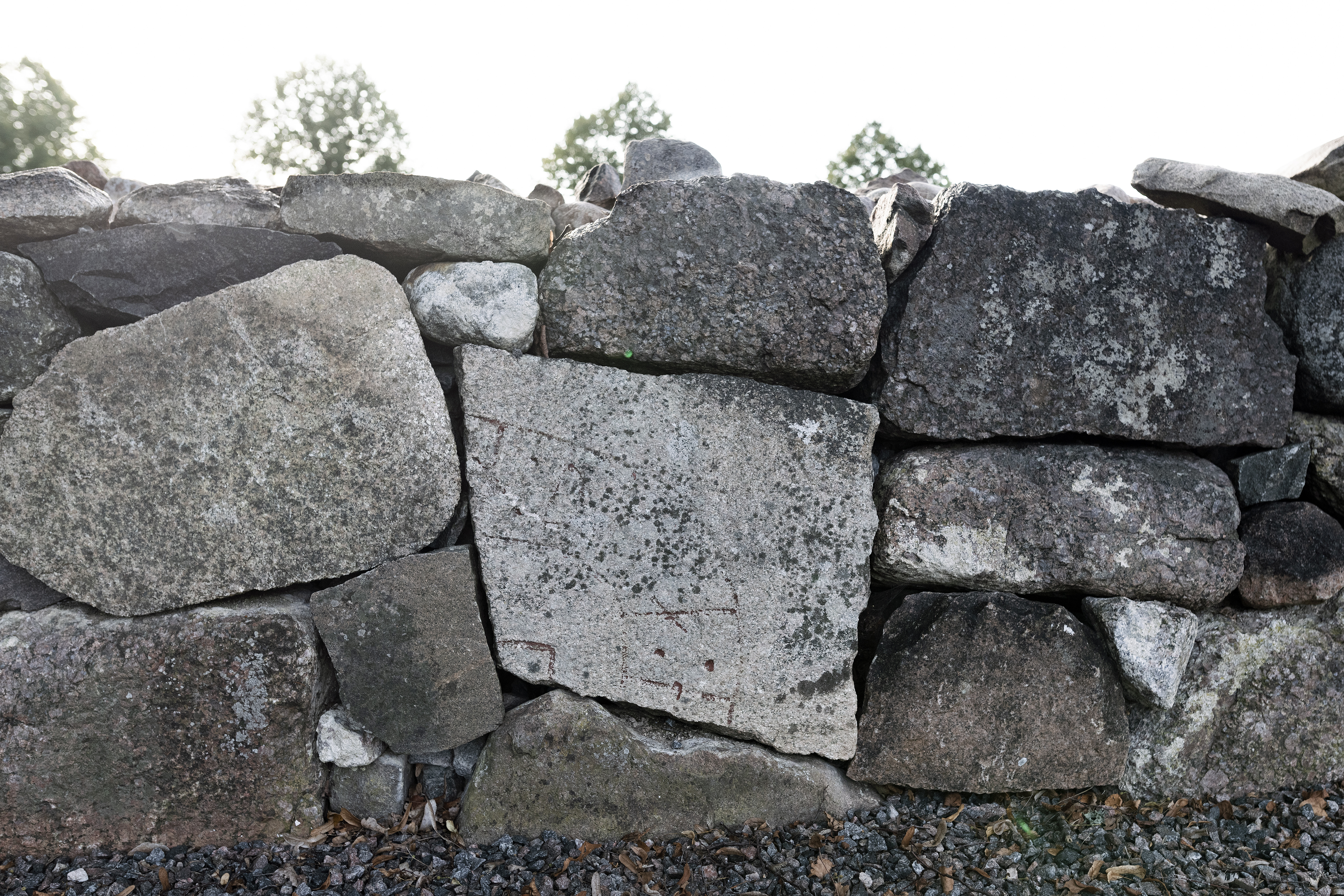
Ög 222 år 2020
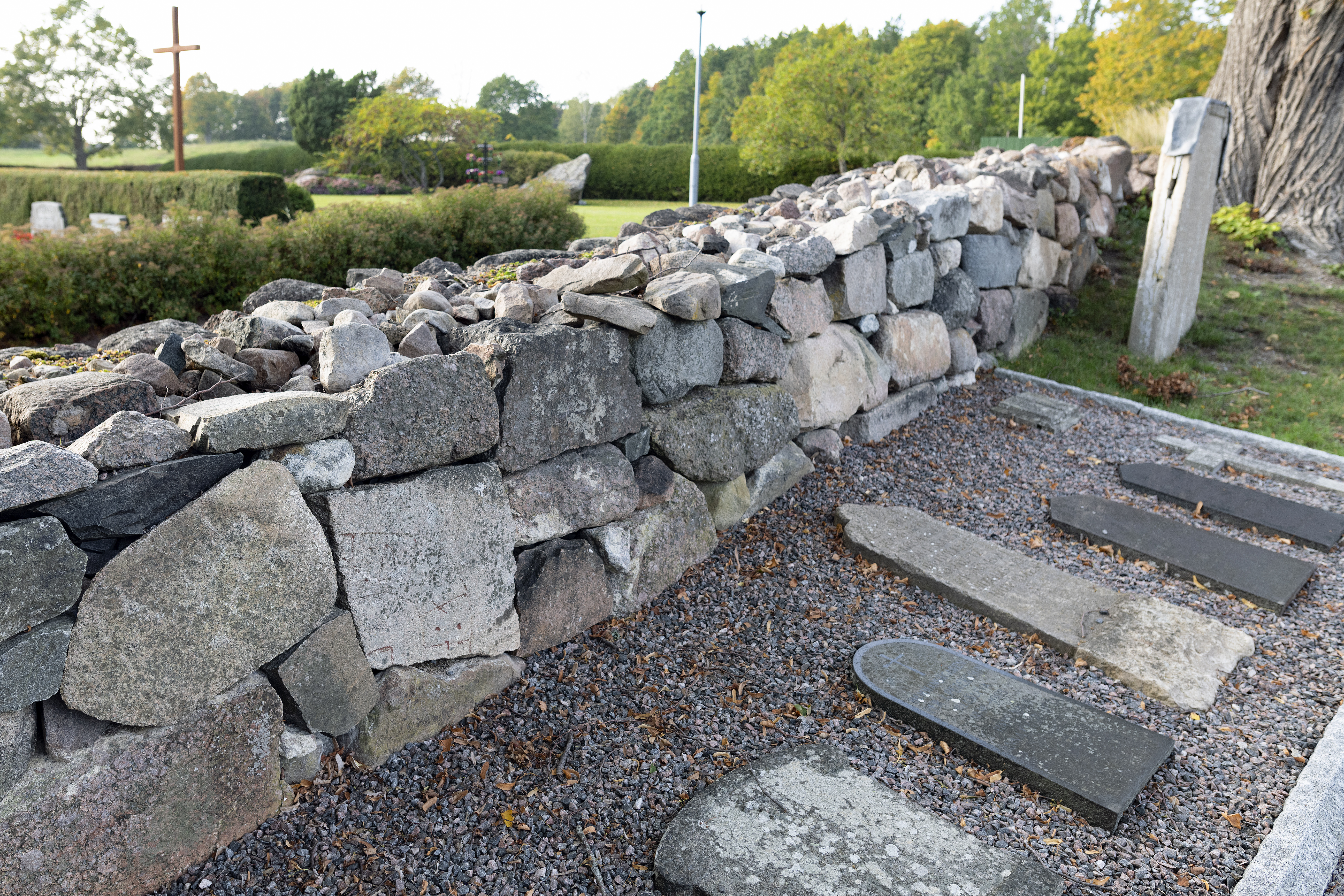
Ög 222 år 2020
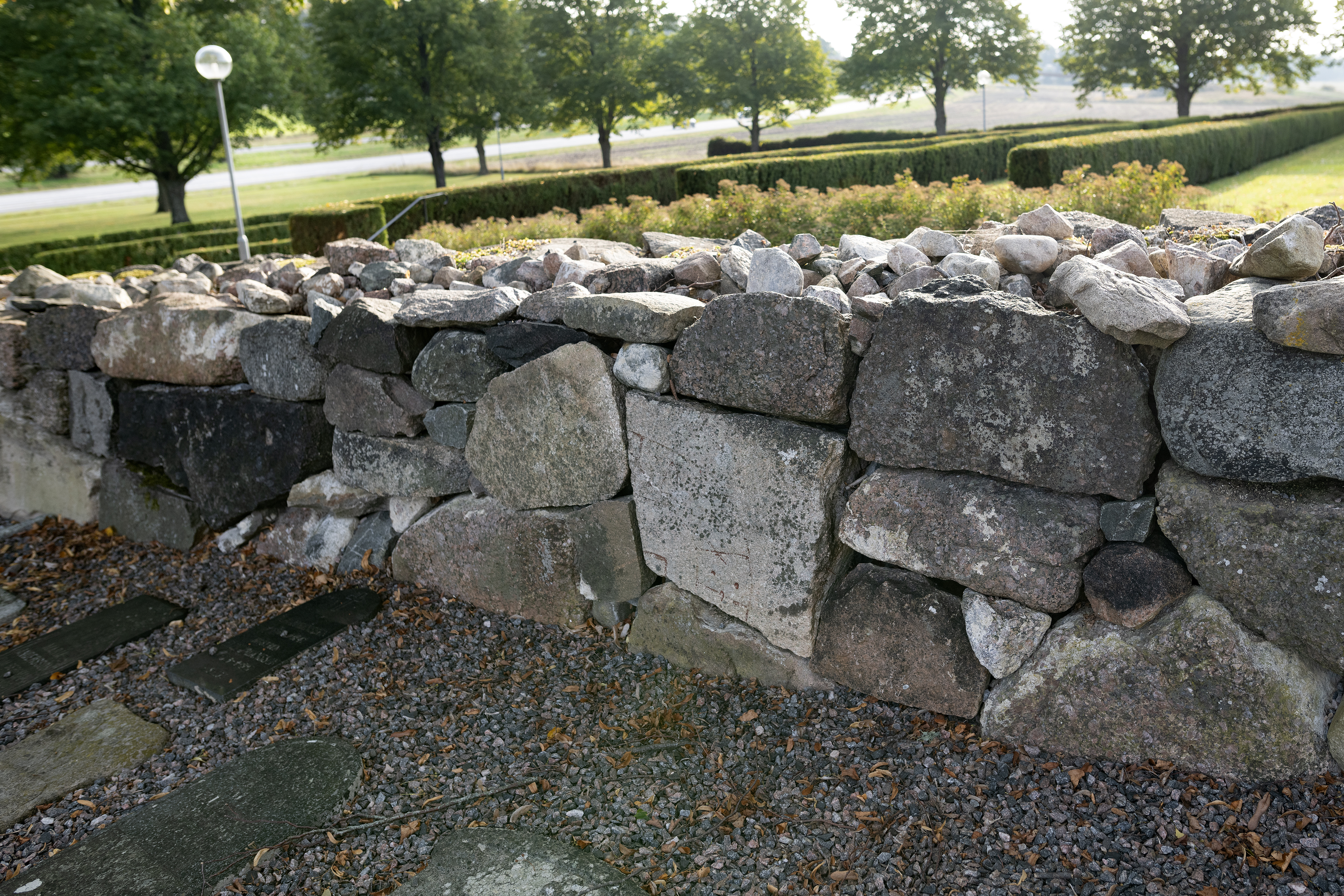
Ög 222 år 2020